# Ministero degli affari interni (Moldavia)
Il Ministero degli affari interni (in romeno: Ministerul Afacerilor Interne; MAI) è un dicastero del Consiglio dei ministri moldavo deputato al controllo dell'ordine pubblico.
L'attuale ministro è Adrian Efros, in carica dal 17 luglio 2023.

## Storia
Il 13 settembre 1990 con la dichiarazione d'indipendenza della Repubblica Socialista Sovietica Moldava e la costituzione della Repubblica di Moldavia fu istituito il ministero nella sua attuale forma, con ministro Ion Costaș, sostituendo la Militia sovietica con un corpo di polizia locale.

## Ministri

### Repubblica Socialista Sovietica Moldava
- Mihail Markeev (1944-1946)
- Feodor Tutuşkin (1946-1951)
- Petr Kulik (1951-1953)
- Iosif Mordoveţ (1953-1954)
- Petr Kulik (1954-1956)
- Moisei Romanov (1956-1961)
- Nicolai Bradulov (1961-1985)
- Gheorghe Lavranciuc (1985-1988)
- Vladimir Voronin (1988-1990)

### Repubblica di Moldavia
- Ion Costaș (1990-1992)
- Constantin Antoci (1992-1997)
- Mihai Plămădeală (1997-1998)
- Victor Catan (1998-2000)
- Vladimir Ţurcan (2000-2001)
- Vasile Drăgănel (2001-2002)
- Gheorghe Papuc (2002-2009)
- Victor Catan (2009-2011)
- Alexei Roibu (2011-2012)
- Dorin Recean (2012-2014)
- Oleg Balan (2015-2016)
- Alexandru Jizdan (2016-2019)
- Andrei Năstase (8 giugno 2019-14 novembre 2019)
- Pavel Voicu (14 novembre 2019-6 agosto 2021)
- Ana Revenco (6 agosto 2021-17 luglio 2023)
- Adrian Efros (dal 17 luglio 2023)